# Дурыманов, Фёдор Александрович
Фёдор Александрович Дурыма́нов (род. 19 марта 1993, Прокопьевск, Кемеровская область) — российский самбист и дзюдоист, чемпион и призёр чемпионатов России по боевому самбо, чемпион Европы и мира по боевому самбо, обладатель Кубков России и мира по боевому самбо, 5-кратный чемпион Вооружённых сил по рукопашному бою, двукратный чемпион Европы, чемпион мира по универсальному бою, чемпион СНГ по рукопашному бою, мастер спорта международного класса по универсальному бою, Заслуженный мастер спорта России по боевому самбо. Профессиональный боец смешанных единоборств.

## Биография
В четыре года начал заниматься гимнастикой и плаванием. В семь лет пришёл в секцию самбо и дзюдо. В мае 2011 года Фёдор был призван в армию, где попал в спецназ ГРУ. В 2018 году окончил Санкт-Петербургский военный институт физической культуры. Живёт в Санкт-Петербурге. Мастер спорта России по самбо, дзюдо, рукопашному бою, армейскому рукопашному бою, боевому самбо.
Награждён медалью Министерства обороны Российской Федерации «За отличие в соревнованиях» от 5 августа 2016 года № 539.
Участник и полуфиналист проекта «Русский ниндзя» на Первом канале.
4 ноября 2017 года был награждён медалью «Молодое имя Кубани».
8 апреля 2018 года в Санкт-Петербурге спас двух девочек провалившихся под лёд.
23 июля 2021 года в Новороссийске участвовал в ликвидации пожара на территории стадиона «Центральный»
Дурыманов признан «лучшим спортсменом — гордостью Кубани 2022 года».
В 2023 году Дурыманов стал советником вице-губернатора Краснодарского края по спорту.
В 2023 году Фёдор Александрович был удостоен звания «Почётный гражданин города Хадыженска».
В марте 2023 года в городе Мелитополь совместно с чемпионом мира Дмитрием Пирогом провёл мастер-класс по самбо и боксу. В апреле 2023 года провёл мастер-классы по боевому самбо в Мариуполе.
В мае 2024 года, был награждён Орденским знаком «За веру, Кубань и Отечество II степени» за вклад в развитие Кубанского казачества
В мае того же года Дурыманов провёл мастер классы по самбо в Донецке, Малоорловке, Енакиеве, Макеевке, Харцызске, Торезе, Мариуполе, Сартане, Старобешеве, Тельманове. В мастер-классах и занятиях приняли участие в общей сложности более тысячи детей местных спортивных и общеобразовательных школ.
В августе и в сентябре в рамках федерального партийного проекта «Za самбо» совместно с партией «Единая Россия» провёл мастер класс по самбо в ЛНР в городе Лисичанске, Северодонецке и Алчевске. В июне 2024 года в Запорожье совместно с Кубанским казачьим войском доставил на передовую гуманитарную помощь и провёл закрытый мастер-класс по рукопашному бою для бойцов из добровольческого отряда «Барс».
19 января 2024 года стал лауреатом Всероссийской премии «Сможем вместе победить» в номинации «Патриотическое воспитание детей и молодёжи, пропаганда семейных ценностей и ЗОЖ».
В 2024 году приказом министра обороны «за большой вклад в развитие физической культуры, популяризацию отечественного спорта и многолетнюю добросовестную работу» ему присвоено очередное звание капитан.
6 декабря 2024 года за активную жизненную позицию и оказание помощи фронту губернатор Краснодарского края вручил Федору Александровичу знак «Почётный доброволец Краснодарского края».
В феврале 2025 году начал участие во вторжении России в Украину.

## Спортивные результаты

### Боевое самбо
- Кубок России по боевому самбо 2015 года — ;
- Чемпионат России по боевому самбо 2015 года — ;
- Чемпионат России по боевому самбо 2016 года — ;
- Чемпионат России по боевому самбо 2017 года — ;
- Чемпионат России по самбо 2018 года — ;
- Кубок России по боевому самбо 2018 года — [29];
- Чемпионат России по самбо 2019 года — ;
- Чемпионат России по самбо 2020 года — ;
- Кубок президента Татарстана по самбо 2021 года — [30];
- Кубок России по самбо 2021 года — [31];
- Чемпионат России по самбо 2022 года — ;
- Чемпионат России по самбо 2023 года — ;

### Смешанные единоборства
| Результат | Дата                  | Турнир                                                         | Соперник            | Страна     | Раунд | Время | Метод                        |
| --------- | --------------------- | -------------------------------------------------------------- | ------------------- | ---------- | ----- | ----- | ---------------------------- |
| Победа    | 17 мая 2020 года      | MMA SERIES: Time of New Heroes 5 — Online Tournament           | Сардор Ходжанов     | Россия     | 2     | 3:41  | Рычаг локтя                  |
| Поражение | 21 декабря 2018 года  | Hooligan Fight Show — Battle for Tula 3                        | Хасан Исрапилов     | Россия     | 2     | 0:49  | Удушение сзади               |
| Победа    | 27 сентября 2018 года | Northwest League of Combat Sambo — L-1 Russia: Russia vs. Asia | Арген Маратбеков    | Кыргызстан | 2     | 5:00  | Раздельное решение           |
| Ничья     | 20 августа 2015 года  | Tech-Krep FC — Prime Selection 6                               | Беслан Афошагов     | Россия     | 3     | 5:00  |                              |
| Победа    | 25 мая 2014 года      | Coliseum FC — New History 3                                    | Денис Седов         | Россия     | 1     | 1:40  | Техническим нокаутом (удары) |
| Победа    | 24 ноября 2013 года   | Coliseum FC — Malaya Arena 1                                   | Ислам Гучев         | Россия     | 2     | 0:00  | Техническим нокаутом (удары) |
| Победа    | 8 декабря 2012 года   | White Rex Warrior Spirit 16                                    | Валентин Овсянников | Россия     | 2     | 0:52  | Техническим нокаутом (удары) |
| Победа    | 8 декабря 2012 года   | White Rex Warrior Spirit 16                                    | Михаил Коробков     | Россия     | 1     | 2:49  | Нокаутом (удар)              |